# Từ Phấn Lâm
Từ Phấn Lâm (tiếng Trung: 徐粉林; sinh tháng 7 năm 1953) là Thượng tướng Quân Giải phóng Nhân dân Trung Quốc (PLA). Ông từng giữ chức vụ Phó Tham mưu trưởng Bộ Tham mưu liên hợp Quân ủy Trung ương Trung Quốc và là Tư lệnh cuối cùng của Quân khu Quảng Châu từ năm 2009 đến năm 2016, trước khi Quân khu được giải thể trong đợt cải tổ quân đội của Chủ tịch Quân ủy Trung ương Tập Cận Bình vào tháng 1 năm 2016.

## Tiểu sử
Từ Phấn Lâm sinh tháng 7 năm 1953 tại Kim Đàn, tỉnh Giang Tô. Ông tốt nghiệp chính quy hàm thụ chuyên ngành quản lý kinh tế tại Trường Đảng Trung ương Đảng Cộng sản Trung Quốc. Tháng 12 năm 1972, Từ Phấn Lâm gia nhập Quân Giải phóng Nhân dân Trung Quốc ở tuổi 19, phục vụ tại Quân khu Lan Châu trong hơn ba thập kỷ, từng đảm nhiệm chức vụ Lữ đoàn trưởng Lữ đoàn Cao pháo, Tập đoàn quân 47 Lục quân; Sư đoàn trưởng Sư đoàn 139.
Tháng 6 năm 1998, Từ Phấn Lâm nhậm chức Ủy viên Thường vụ Đảng ủy Tập đoàn quân, Tham mưu trưởng Tập đoàn quân 47 Lục quân, Quân khu Lan Châu. Tháng 1 năm 2002, ông được bổ nhiệm giữ chức Phó Bí thư Đảng ủy, Tư lệnh Tập đoàn quân 47 Lục quân, thay cho Thường Vạn Toàn. Tháng 7 năm 2004, Từ Phấn Lâm được điều sang làm Phó Bí thư Đảng ủy, Tư lệnh Tập đoàn quân 21 Lục quân, Quân khu Lan Châu.
Tháng 7 năm 2007, ông được điều từ Quân khu Lan Châu ở Tây Bắc Trung Quốc sang Quân khu Quảng Châu ở phía Đông Nam, thay thế Phòng Phong Huy giữ chức Ủy viên Thường vụ Đảng ủy Quân khu, Tham mưu trưởng Quân khu Quảng Châu. Tháng 10 năm 2007, tại Đại hội Đảng Cộng sản Trung Quốc lần thứ 17, ông được bầu làm Ủy viên dự khuyết Ban Chấp hành Trung ương Đảng Cộng sản Trung Quốc khóa XVII. Tháng 12 năm 2009, Từ Phấn Lâm được bổ nhiệm làm Phó Bí thư Đảng ủy, Tư lệnh Quân khu Quảng Châu.
Ngày 14 tháng 11 năm 2012, tại Đại hội Đảng Cộng sản Trung Quốc lần thứ 18, Từ Phấn Lâm được bầu làm là Ủy viên chính thức Ban Chấp hành Trung ương Đảng Cộng sản Trung Quốc khóa XVIII. Tháng 1 năm 2016, Chủ tịch Quân ủy Trung ương Tập Cận Bình tuyên bố giải thể Bộ Tổng Tham mưu, Tổng cục Chính trị, Tổng cục Hậu cần và Tổng cục Trang bị của Quân giải phóng nhân dân Trung Quốc, để phân chia và sáp nhập vào các cơ quan của Quân ủy Trung ương; Từ Phấn Lâm được Quân ủy Trung ương Trung Quốc điều động về Bộ Tham mưu liên hợp Quân ủy Trung ương giữ chức Phó Tham mưu trưởng.

## Lịch sử thụ phong quân hàm
| Quân hàm |             |             | Thượng tướng |  |  |  |  |  |  |  |  |
| Cấp bậc  | Thiếu tướng | Trung tướng | Thượng tướng |  |  |  |  |  |  |  |  |
|          |             |             |              |  |  |  |  |  |  |  |  |